# Sang Nila Utama
Sang Nila Utama, noto con il nome regale come Sri Tri Buana (Palembang, ... – Singapore, 1347) è stato un principe malese, fondatore e primo sovrano del Regno di Singapura.

## Biografia

### Origini
Sang Nila Utama nacque a Palembang dal re Sang Sapurba, presunto discendente di Alessandro Magno (secondo la leggenda musulmana Iskandar Zulkairnan) e il pseudo-mitico antenato di molti monarchi e capi del mondo malese; egli sposò in seguito Wan Sri Bini, figlia della regina di Bintan, Parameswari Iskandar Shah, e ricevette alti onori comprendenti una corona d'oro tempestata di pietre preziose e un anello con sigillo reale che indicava la sua autorità.

### Re di Singapura
Secondo gli Annali Malesi, Utama fondò il regno di Singapura nel 1299, durante una battuta di caccia a Bintan: 
(John Leyden e Thomas Stamford Raffles, Malay Annals, pp. 37-44, 1821.)
Dopo essere sbarcato sull'isola di Temasek, durante una caccia ad animali selvatici vicino alla foce del fiume, nelle vicinanze di Padang, vide improvvisamente uno strano animale rosso, con una testa nera e un petto bianco, scomparire rapidamente nella giungla. Impressionato dalla bellezza di quella bestia, chiese, quindi, al suo primo ministro Demang Lebar Duan che animale fosse e fu informato che si trattava di un leone; soddisfatto di questo, poiché credette che fosse di buon auspicio, decise di costruire la sua nuova città a Temasek, ribattezzando l'isola in Singapura, che in sanscrito significa "Città del Leone".
Utama ebbe da Wan Sri Bini due figli: Raja Kechil-Besar e Raja Kechil-Muda; il primogenito sposò Nila Panchadi, una principessa indiana, e succedette al padre, dopo la morte di questi nel 1347 salendo al trono come Sri Wikrama Wira, mentre il secondogenito sposò la cugina di quest'ultima, nipote di Demang Lebar Daun e venne nominato suo primo ministro.

### Morte
Utama venne sepolto sul Bukit Larangan; la posizione esatta della sua tomba è sconosciuta, sebbene l'altare di Keramat Iskandar Shah potrebbe condividere un sito con le sepolture reali in cima alla collina.

## Storicità
Gli eventi nel racconto di Sang Nila Utama sono altamente simbolici e difficilmente possono essere resoconti di eventi storici. Il lancio della corona nel mare, un'azione intrisa di significato simbolico di "sovranità" nel mondo malese, potrebbe rappresentare lo spostamento di potere da Palembang e Srivijaya a Singapura come nuovo centro di potere per i re malesi. Inoltre, i leoni non hanno mai vissuto a Singapore (nemmeno i leoni asiatici) e la bestia vista da Sang Nila Utama potrebbe essere stata molto probabilmente la tigre malese o una bestia mitica chiamata janggi nelle leggende dei Minangkabau, custode delle miniere d'oro e provvista di capelli rosso scuro (rambut janggi), 
che adornavano le lance custodite dai Minangkabau come cimeli, ma probabilmente si tratterebbe in realtà di oranghi; indipendentemente dall'esatta specie animale, il simbolismo del leone asiatico come emblema del potere è fortemente radicato attraverso la diffusione della cultura buddista nel sud-est asiatico.
Secondo alcuni studi Utama è in realtà Parameswara.